# Thoracochromis lucullae
Thoracochromis lucullae es una especie de peces de la familia de los cíclidos.
Tiene incubación bucal por las hembras.

## Morfología
La longitud máxima descrita es de 11,5 cm.

## Distribución y hábitat
Es un pez de agua dulce tropical, bentopelágico. Se distribuye por ríos de África, en la cuenca fluvial del río Cuanza (antiguamente denominado río Luculla, de ahí su nombre) y del río Catumbela (en Angola), entre 8° de latitud sur y 10° sur.